# Metamer

Schemat budowy wewnętrznej dwóch metamerów skąposzczeta:
1 – światło jelita,
2 – tyflosolis,
3 – szczecinki,
4 – oskórek,
5 – naczynia krwionośne,
6 – nabłonek,
7 – mięśnie okrężne,
8 – przegroda międzysegmentowa,
9 – kanalik zakończony otworem wydalniczym,
10 – metanefrydium,
11 – segmentalny zwój nerwowy

Metamery, pierścienie ciała, czasami nazywane somitami – występujący u niektórych zwierząt dwubocznie symetrycznych szereg powtarzających się odcinków ciała o pierwotnie podobnej (homonomicznej) budowie. Wyraźnie widoczne metamery występują m.in. u pierścienic (Annelida) i owadów (Insecta). U wieloszczetów (Polychaeta) wszystkie metamery (oprócz płatu głowowego oraz odbytowego) zawierają te same narządy.